# Nina Fiodorowa
Nina Wiktorowna Bałdyczowa z d. Fiodorowa (ros. Нина Викторовна Балдычёва z d. Фёдорова, ur. 18 lipca 1947 w Trawinie, zm. 27 stycznia 2019 w Petersburgu) – rosyjska biegaczka narciarska reprezentująca Związek Radziecki, trzykrotna medalistka olimpijska oraz trzykrotna medalistka mistrzostw świata.

## Kariera
Igrzyska olimpijskie w Sapporo w 1972 r. były jej olimpijskim debiutem. Zajęła tam 10. miejsce w biegu na 5 kilometrów techniką klasyczną. Cztery lata później, podczas igrzysk olimpijskich w Innsbrucku zajęła trzecie miejsce w biegu na 5 km stylem klasycznym, przegrywając jedynie z Heleną Takalo i Raisą Smietaniną. Ponadto wspólnie z Raisą Smietaniną, Zinaidą Amosową i Galiną Kułakową zdobyła złoty medal w sztafecie 4 × 5 km. Startowała także na igrzyskach olimpijskich w Lake Placid w 1980 r. Zdobyła tam swój ostatni medal w karierze zajmując razem z Raisą Smietaniną, Niną Roczewą i Galiną Kułakową drugie miejsce w sztafecie. Jej najlepszym wynikiem na tych igrzyskach było 5. miejsce w biegu na 5 km stylem klasycznym.
W 1970 r. wystartowała na mistrzostwach świata w Wysokich Tatrach. Zdobyła tam brązowy medal w biegu na 5 km oraz wspólnie z koleżankami złoty medal w sztafecie. W zdobyciu złotego medalu pomogły jej Galina Kułakowa i Alewtina Olunina. Cztery lata później, podczas mistrzostw świata w Falun wywalczyła kolejny złoty medal w sztafecie. Tym razem reprezentantki ZSRR wystąpiły w składzie: Nina Bałdyczowa, Nina Seliunina, Raisa Smietanina i Galina Kułakowa. W swoim najlepszym starcie indywidualnym, w biegu na 5 km techniką klasyczną zajęła 5. miejsce.
Ponadto kilkakrotnie zdobywała tytuł mistrzyni Związku Radzieckiego, zwyciężając na dystansie 5 km (1971) oraz w sztafecie (1969-73, 1975–76, 1979).

## Osiągnięcia

### Igrzyska olimpijskie
| Miejsce | Dzień     | Rok  | Miejscowość | Konkurencja             | Czas biegu | Strata   | Zwyciężczyni     |
| ------- | --------- | ---- | ----------- | ----------------------- | ---------- | -------- | ---------------- |
| 10.     | 9 lutego  | 1972 | Sapporo     | 5 km stylem klasycznym  | 30:13,41   | +25,12   | Galina Kułakowa  |
| 3.      | 7 lutego  | 1976 | Innsbruck   | 5 km stylem klasycznym  | 15:48,69   | +24,13   | Helena Takalo    |
| 4.      | 10 lutego | 1976 | Innsbruck   | 10 km stylem klasycznym | 30:13,41   | +39,17   | Raisa Smietanina |
| 1.      | 12 lutego | 1976 | Innsbruck   | Sztafeta 4 × 5 km       | 1:07:49,75 | -        | -                |
| 5.      | 15 lutego | 1980 | Lake Placid | 5 km stylem klasycznym  | 15:06,92   | +22,09   | Raisa Smietanina |
| 6.      | 18 lutego | 1980 | Lake Placid | 10 km stylem klasycznym | 30:31,54   | +51,39   | Barbara Petzold  |
| 2.      | 21 lutego | 1980 | Lake Placid | Sztafeta 4 × 5 km       | 1:02:11,10 | +1:07,20 | NRD              |

### Mistrzostwa świata
| Miejsce | Dzień     | Rok  | Miejscowość   | Konkurencja            | Czas biegu | Strata | Zwyciężczyni    |
| ------- | --------- | ---- | ------------- | ---------------------- | ---------- | ------ | --------------- |
| 3.      | 16 lutego | 1970 | Wysokie Tatry | 5 km stylem klasycznym | 18:07,89   | +20,62 | Galina Kułakowa |
| 1.      | 20 lutego | 1970 | Wysokie Tatry | Sztafeta 3 × 5 km      | 54:32,18   | -      | -               |
| 5.      | 18 lutego | 1974 | Falun         | 5 km stylem dowolnym   | 15:17,42   | +21,70 | Galina Kułakowa |
| 1.      | 24 lutego | 1974 | Falun         | Sztafeta 4 × 5 km      | 1:02:57,39 | -      | -               |

### Puchar Świata
W sezonach 1973/1974 – 1980/1981 Puchar Świata rozgrywany był nieoficjalnie.

#### Miejsca w klasyfikacji generalnej
- sezon 1978/1979: 8.

#### Miejsca na podium
1. Klingenthal – 12 stycznia 1979 (5 km) – 2. miejsce